# Экерстрим, Марк
Марк Экерстрим (англ. Marc Akerstream; 1954 — 15 августа 1998) — канадский актёр, наиболее известный по роли Тони, уличного бандита, в фильме «Разборка в Бронксе», выпущенным на экраны в 1995 году, с Джеки Чаном в главной роли.
Кроме участия в съёмках в качестве актёра, также был профессиональным каскадёром.

## Смерть
Скончался 15 августа 1998 года от черепно-мозговой травмы при съёмках многосерийного канадского телесериала «Ворон: лестница в небо». Несчастный случай произошёл во время съёмки новой серии на пляже: после взрыва лодки отброшенные взрывной волной обломки попали Марку в голову.

## Фильмография
| Год  | Русское название     | Оригинальное название | Роль |
| ---- | -------------------- | --------------------- | ---- |
| 1998 | Никита-двойная жизнь | Shattered Image       | ?    |
| 1997 | Рана                 | Wounded               | ?    |
| 1996 | Охотники на людей    | Bounty Hunters        | ?    |
| 1995 | Киберджек            | Cyberjack             | ?    |
| 1995 | Разборка в Бронксе   | Hong faan kui         | Тони |
| 1994 | Заложники            | Crackerjack           | ?    |